# Myrmozercon brevipes
Myrmozercon brevipes  (лат.) — вид мирмекофильных клещей семейства Laelapidae из отряда Mesostigmata (Dermanyssoidea, Dermanyssina). Типовой вид рода Myrmozercon. Европа (Италия) и Азия (Туркмения). В Италии ассоциирован с муравьями вида Tapinoma erraticum (Latreille, 1798) (Tapinoma, Hymenoptera). Предположительно его синонимом является таксон Myrmozercon ovatum Karawajew, 1909, который был найден, главным образом, на муравьях Tapinoma erraticum nigerrimum из Туркмении и один экземпляр на муравьях-бегунках Myrmecocystus emeryi Karawajew, 1909. Длина менее 1 мм. Перитрем и ноги укороченные, дорсальный щит с обильной хетотаксией (гипертрихия).